# 春の一族
『春の一族』（はるのいちぞく）は、NHKの「土曜ドラマ」で1993年4月17日から5月1日まで放送されたテレビドラマ。全3回。
NHK放送総局長賞受賞作品。2003年に、全3回を収録したDVDソフト（パイオニアLDC）が発売されている。また、横浜の放送ライブラリーでも視聴可能。

## あらすじ
文京区本郷菊坂5-10-4にある古い木造二階建てアパート「小松アパート」に中年男の中井が引っ越して来た。管理人の源次が出迎えるが荷物の少なさに驚く。盛岡を出る時に全て処分してきたと言う。中井は隣室に住む高校生に声をかけるが、他人には無関心であった。二階に住む二人の女子大生の部屋に挨拶に行くが、やはり隣人との付き合いは面倒だという態度だった。もう一人の住人の杉本泰代が帰ってきたので挨拶をするが、それは総菜屋で働いていた女性だった。仕事のない中井はすることもないので、割り当てられたアパートの掃除を始める。住人たちはそれをわずらわしく感じる。他人との関わりを持とうとする中井は、泰代に週末は住人みんなで集まって話をしようと提案するが、泰代は誰もそういうことを望んでいないと断る。
夕方、源次が中井の部屋を訪れる。隣室の生方の部屋に「元気ヲダシテ中村芳子ヲ諦メルナ」というチラシが投げ込まれていたが、知らないかということであった。誰かが日記を読んだに違いないという。実はそれは生方の出した生ゴミがカラスによって散乱させられていたのを、近所のフサが片付けていた時に見つけて、励ますつもりで投げ込んだものであった。
朝早く泰代のところに夫の秘書の藤堂が訪ねてきた。補欠選挙があるので選挙運動に協力するため帰って欲しいと伝えに来たのである。泰代は夫のところに戻るつもりはないと答えた。夫の横暴、我がまま、愛情のなさ、誠意のなさに不満をもっていたと言う。藤堂はちょうどその場へ現れた三井との仲を邪推し、妙に納得して帰っていく。その日の午後、久恵の入信している新興宗教の会合が中井の隣室で行われた。愛を感じられない、友が見つからないという寂しさを背負った若い男女が十数人集まってきていた。
帰宅した泰代は中井を待っている高田に会う。泰代は高田を自室に招き入れ、中井の素性について尋ねる。中井は産業用ロボットを作る中堅会社の主任研究員だった。多くの特許を取り優秀な技術者だったため、他社への引き抜きの話が持ち込まれた時、会社が突然中井に1500万円の研究費の横領の罪をなすりつけ、懲戒免職にしたということだった。ちょうどその時中井は女性問題を抱えていて、横領した金はすべてそこにつぎこまれていたという筋書きまでできていたのであった。中井の妻は普段の中井の態度の冷たさと発覚した女性問題に、半狂乱となり道路に飛び出して事故に会い、左足を不自由にしてしまっていた。
二階に住む佳子はアダルトビデオの出演に誘われていた。久恵はそれを心配し中井に相談した。中井は本人が望んでいるなら、単なるアパートの住人としては何も言えないと断る。中井の干渉をいやがっていたのは住人のみんなのほうだと言う。翌朝、撮影スタッフが迎えに来た時、中井は意を決してスタッフを力尽くで追い返してしまう。「いやなものはいやなんだ。」「ほっときゃいいのか。自由だから何をしてもいいのか。」
佳子との言い争いになった中井はアパート中のみんなに訴える。「個人の勝手なのか。」しかし、泰代は皆の暮らしに干渉するなと求める。今度干渉したらアパートを出て行ってもらうと。騒動が納まった時、藤堂が選挙運動に協力させるために泰代を力尽くで連れて行こうとやってきた。逃げた泰代とそれを見守るアパートの住人の目に負けて藤堂は引き上げて行った。泰代は助けて貰った礼をのべた。そして、今夜一度だけすき焼きパーティーをやろうと提案する。その晩、アパートの住人たちは泰代の部屋に集まるが、雰囲気のぎこちなさに変わりはなかった。

## 登場人物
中井治郎
演 - 緒形拳
産業用ロボットを作る中堅企業の元主任研究員。会社を首になり家族とも別れて、自分の人生を考え直している。
杉本泰代
演 - 十朱幸代
政治家の妻。子供が独立した後、夫との生活に疑問を持ち離婚の決心をし東京で生活を始める。近所の総菜屋で働いている。
藤堂元太郎
演 - 藤岡琢也
政治家杉本の秘書。補欠選挙が始まったため、杉本に依頼されて選挙協力を求めに来る。
沢島桂子
演 - 国生さゆり
四国から出て来た女子大生。他人に無関心で、自分のしたいようにするという現代娘。
角間久恵
演 - 中島唱子
桂子の小学校からの友人。佳子と同居し大学に通っている。新興宗教に入信している。佳子のことを心配し、中井の助力を求める。
生方智樹
演 - 浅野忠信
登校拒否の高校生。親にも見放され、一人暮らしをさせられている。バイク好きだが、バイクは親に取り上げられている。
高田益男
演 - 天宮良
中井の元部下。落ちぶれた中井の元にちょくちょく現れる。中井の身の振り方を心配したりする。実は中井の懲戒免職を画策した本人。
及川源次
演 - 江戸家猫八
小松アパートの管理人。家には寝たきりの妻がいる。
津留川フサ
演 - 内海桂子
小松アパート近くの住人。及川にそれとなく気があるが、及川の妻に遠慮の気持ちもある。
中井友子
演 - 丘みつ子
中井の妻。女性問題を起こした夫が許せない。

## タイトル
- 第一回「五人の夜まで」
- 第二回「声をかける日」
- 最終回「窓をあければ」

## スタッフ
- 作 - 山田太一
- 音楽 - 福井峻
- プロデューサー - 近藤晋
- 制作 - 高沢裕之、田代勝四郎
- 演出 - 深町幸男
- 制作著作 - NHKエンタープライズ、総合ビジョン